# همسران استپفورد (فیلم ۲۰۰۴)
همسران استپفورد (به انگلیسی: The Stepford Wives) فیلمی است محصول سال ۲۰۰۴ و به کارگردانی فرانک اوز است. در این فیلم بازیگرانی همچون نیکول کیدمن، متیو برودریک، بت میدلر، کریستوفر واکن، راجر بارت، فیث هیل، گلن کلوز، مت مالوی، جان لاویتس، دیوید مارشال گرانت، کاترین شیندل، لوری باگلی، رابرت استانتون، کی‌دی استریکلند، مایک وایت ایفای نقش کرده‌اند.

## خلاصه
یک مجری تلویزیونی به نام «جوانا ابرهارت» (کیدمن) و شوهرش، «والتر کرزبی» (برادریک)، به حومه ی آرام و بی سروصدای استپفورد نقل مکان می کنند. پس از چندی «جوانا» که استپفورد را زیادی آرام و شسته رفته یافته، از رفتار برده وار و در عین حال، ظاهرا شاد و رضامندانه ی زنان آن جامعه ی کوچک یکه می خورد. در این میان تنها مورد استثنایی، «بابی مارکوویتس» (میدلر)، نویسنده ای پر شور است...